# Suzuki Izumi
Suzuki Izumi (鈴木いづみ?, Suzuki Izumi; Itō, 10 luglio 1949 – Tokyo, 17 febbraio 1986) è stata una scrittrice, modella e attrice giapponese nota in campo letterario per i suoi racconti di fantascienza.
Ha recitato in film pinku eiga anche con il nome d'arte di Asaka Naomi.

## Biografia
Nata nel 1949 a Itō, nella prefettura di Shizuoka, dopo le scuole superiori trovò un breve impiego presso gli uffici comunali, quindi si trasferisce a Tokyo dove lavora come intrattenitrice in un bar. Entra nella compagnia teatrale d'avanguardia diretta da Shūji Terayama e inizia contemporaneamente a recitare in film soft core di genere pinku eiga, in alcuni dei quali è accreditata con il nome d'arte di Asaka Naomi. È del 1969 il film di Wakamatsu Kōji Violenza senza causa (Gendai sei hanzai zekkyo hen: riyu naki boko) nel quale compare nel cast con il suo pseudonimo e del 1970 il film Zeni geba  del regista Wada Yoshinori e dello stesso anno il lungometraggio sperimentale Sho o suteyo machi e deyō (adattamento dell'omonimo manga nichilista creato da George Akiyama) del regista Terayama Shūji, in entrambi i quali è citata con il suo vero nome. Contemporaneamente agli impegni cinematografici, inizia a scrivere racconti e a lavorare come modella, specialmente con il fotografo Araki Nobuyoshi. Le fotografie scattate dal fotografo furono raccolte nel portfolio Izumi, This Bad Girl, pubblicato dopo la morte della modella.
Nel 1973 sposa il sassofonista Abe Kaoru, noto jazzista giapponese con il quale, nel 1976, avrà una figlia, Suzuki Azusa. Il rapporto tra i due sarà burrascoso e pieno di eventi tragici, tra cui l'auto amputazione di un alluce da parte di Izumi.
L'ingresso di Izumi nel mondo della fantascienza è nel 1975, quando pubblica il racconto Majo minarai (lett. "apprendista strega") sulla rivista specializzata S-F Magazine. Nel Nel 1977 il suo burrascoso matrimonio ha termine con il divorzio e nello stesso anno pubblica sulla rivista Kisō Tengai il racconto Dimenticato (Wasureta). Nel 1978 viene pubblicata da un prestigioso editore un'antologia di suoi racconti intitolata Onna to onna no yononaka (dal titolo dell'omonimo racconto Un mondo di donne e donne del 1977).
Nel 1978, a soli 29 anni, Abe Kaoru muore per overdose; la tragica fine dell'ex marito influenzerà la cupa scrittura di Suzuki Izumi che negli anni successivi si farà più prolifica; nel 1982 viene pubblicata un'altra antologia di suoi racconti intitolata Kai no sadderikku (lett. "psichedelico dell'amore") e nel 1983 il romanzo autobiografico Hāto ni hi o tsukete! Dare ga keso? (lett. "accendimi il cuore! Chi lo spegne?").
Il 17 febbraio 1986 la donna si toglie la vita impiccandosi.

## Opere

### Romanzi
- Hāto ni hi o tsukete! Dare ga keso? (1983)

### Raccolte di racconti
- (JA) Atashi wa Tenshi ja Nai, Tokyo, Bronze-Sha, 1973.
- (JA) Zankoku no Meruhen, Tokyo, Rakuten, 1975.
- (JA) Koi no Psychedelic, Tokyo, Hayakawa Shobō, 1982.
- (JA) Koe no Nai Hibi, Tokyo, Bunyū-Sha, 1993.
- (JA) Izumi Goroku, Tokyo, Bunyū-Sha, 2001.
- (JA) Perikan Hoteru, Suzuki Izumi Sekando Korekushon, vol. 1, Tokyo, Bunyu-Sha, 2004.
- (JA) Zettai taikutsu, Suzuki Izumi Sekando Korekushon, vol. 2, Tokyo, Bunyu-Sha, 2004, ISBN 978-4-89257-040-7.
  -  Noia terminale, traduzione di Ozumi Asuka, Torino, add editore, 2024, ISBN 978-88-6783-490-7.
- (JA) Suzuki Izumi Sekando Korekushon, vol. 3, Tokyo, Bunyu-Sha, 2004.
- (JA) Suzuki Izumi Sekando Korekushon, vol. 4, Tokyo, Bunyu-Sha, 2004.
- (JA) Keiyaku: Suzuki Izumi SF Zenshū, Tokyo, Bunyū-Sha, 2014.

### Filmografia
- Violenza senza causa (Gendai sei hanzai zekkyo hen: riyu naki boko, 1969) regia di Wakamatsu Kōji
- Shojo no tawamure (1970) diretto da Shindô Kôe
- Sho o suteyo machi e deyō (1970) diretto da Terayama Shuji
- Zeni geba (1970) del regista Wada Yoshinori

## Nella cultura di massa
Suzuki Izumi fu la musa del fotografo Nobuyoshi Araki che la riprese in numerosissimi scatti durante la sua carriera. Le fotografie furono raccolte nel portfolio Izumi, This Bad Girl, pubblicato dopo la morte della modella. Gli atteggiamenti bohémien assunti nelle foto, il trucco pesante, gli sguardi penetranti, le unghie smaltate, le sigarette accese e l'atmosfera dark hanno contribuito a rendere l'immagine della donna un'icona culturale non convenzionale.
Il travagliato rapporto tra Suzuki Izumi e il marito Kaoru Abe è stato oggetto del romanzo di Mayumi Inaba Endoresu warutsu (1992) tradotto in inglese con il titolo Endless Waltz, adattato cinematograficamente nel film del 1995 diretto da Kōji Wakamatsu. La figlia di Izumi ha intentato causa contro la pubblicazione del libro per violazione della privacy, non riuscendo tuttavia ad impedirne la successiva trasposizione cinematografica.
Riferimenti e suggestioni legate alle opere e alla vita dell'Autrice possono essere trovate nella cultura pop giapponese, ad esempio nel nome del gruppo musicale Love Psychedelico o nel titolo dell'anime Gundam Wing: Endless Waltz.